# Eutanasia animal

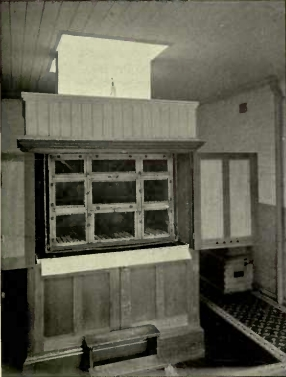
Cámara letal en el Royal London Institute and Home for Lost and Starving Cats, 1903.

La eutanasia animal (del griego "buena muerte") es el acto de permitir la muerte mediante la supresión de medidas médicas extremas y/o aplicar la muerte indolora a un animal que sufre una situación penosa o una enfermedad agónica o incurable o de difícil recuperación. Los métodos de eutanasia están diseñados para causar el mínimo dolor y estrés.
En algunos países como Venezuela, la eutanasia está regulada por ley, debiéndola practicar sólo médicos veterinarios en determinadas circunstancias, con métodos que no entrañen crueldad, maltrato o agonía prolongada. El Código Penal Venezolano establece arresto como sanción para quien, sin necesidad, haya matado un animal, entendiéndose la aplicación de la norma a todos aquellos casos donde no se refiera a "eutanasia clínica" practicada por médicos veterinarios colegiados o cuando se trate de animales para consumo humano.

## Resumen
En el caso de las mascotas, la discusión sobre la eutanasia a menudo puede reemplazarse por eufemismos como «poner a dormir» o «dormir», para que la formulación sea menos dura.
La eutanasia, frecuentemente llamada «poner a dormir a la mascota», es un método humano e indoloro para poner fin al sufrimiento de un animal cuya calidad de vida se ha deteriorado significativamente. Este procedimiento médico es realizado por un veterinario licenciado e implica la administración de un medicamento que induce de forma suave e indolora el descanso del animal. Los veterinarios utilizan escalas de calidad de vida (CV) para evaluar la salud física y emocional. Toman en cuenta factores como enfermedades crónicas, control del dolor y bienestar mental. El monitoreo regular de la calidad de vida de su mascota ayudará a identificar patrones y a tomar decisiones oportunas. Herramientas como la escala de calidad de vida permiten cuantificar el bienestar de la mascota. Este método estructurado evalúa aspectos clave como el dolor, la movilidad, el apetito y el disfrute de la vida cotidiana. 
La eutanasia de animales pequeños generalmente se realiza en clínicas o hospitales veterinarios, refugios para animales o en el domicilio del propietario, y por lo general es practicada por un veterinario o un técnico veterinario bajo su supervisión. El personal de refugios para animales también recibe con frecuencia formación en eutanasia. Determinar cuándo es el momento adecuado para poner a dormir a una mascota puede ser difícil. Un veterinario licenciado puede ayudar al dueño a evaluar cuándo, durante una enfermedad o ante problemas de comportamiento, la eutanasia es adecuada. 
En el caso de animales grandes que han sufrido lesiones, este procedimiento también puede llevarse a cabo en el lugar del incidente, por ejemplo, en un hipódromo.  
Algunas organizaciones de protección animal apoyan la eutanasia bajo ciertas circunstancias y la practican en los refugios que gestionan.
Muchos dueños de mascotas prefieren cremar o enterrar a sus animales después de la eutanasia, y existen funerarias para animales especializadas en el entierro o la cremación de mascotas. De lo contrario, en muchos refugios de animales el cuerpo se congela y luego se envía a un vertedero local.

## Métodos

### Anestesia intravenosa
Para animales domésticos casi siempre suele utilizarse la inyección de una dosis alta de pentobarbital o Tiopentato de sodio. Inconsciente, el animal deja de respirar y el paro cardíaco llega rápidamente, en unos 30 segundos. Los observadores la describen como una técnica rápida y que genera una muerte indolora.

### Anestesia inhalada
Los anestésicos inhalados como el isofluorano y sevofluorano, pueden utilizarse para animales pequeños. Muchos de ellos se introducen en cámaras selladas donde se introduce un alto nivel de gas. La muerte también puede causarse por monóxido de carbono una vez conseguida la pérdida de conocimiento por inhalación de anestésicos.

### Dislocación cervical
La dislocación cervical o rotura de cuello es un método simple y común de acabar con la vida de pequeños animales como los gatos. La muerte es instantánea y no requiere de otro equipamiento que un par de guantes para la protección.

### Inyección intracardiaca o intraperitoneal
Cuando la inyección intravenosa no es posible, el pentobartibal puede inyectarse directamente en una de las cavidades del corazón.
Mientras que la inyección intraperitoneal se acepta perfectamente (aunque puede tardar 15 minutos en perros y gatos), la inyección intracardiaca debe realizarse sobre un animal inconsciente o profundamente sedado. En California, las inyecciones intracardiacas a animales conscientes es un crimen.

### Disparo
Se trata de un método muy apropiado para animales grandes (ganado). Existen dos métodos comunes como la bala hacia la espina dorsal o el disparo de pistola de perno, donde un perno o varilla se dispara hacia el cortex cerebral, rompiéndolo.

## Razones para la eutanasia
- Enfermedad terminal como el cáncer.
- Rabia.
- Enfermedades o extremidades rotas que causen sufrimiento al animal para vivir con ello o que la persona dueña del animal no pueda afrontar el tratamiento (o no quiera por objeciones morales).
- Edad que produzca el deterioro de las funciones del cuerpo.
- Si el animal es atropellado y esta destinado a una muerte dolorosa.

Algunas organizaciones de derechos de los animales como la People for the Ethical Treatment of Animals, apoyan la eutanasia animal en ciertas circunstancias y la practican en los refugios que atienden.